# Maison cubique

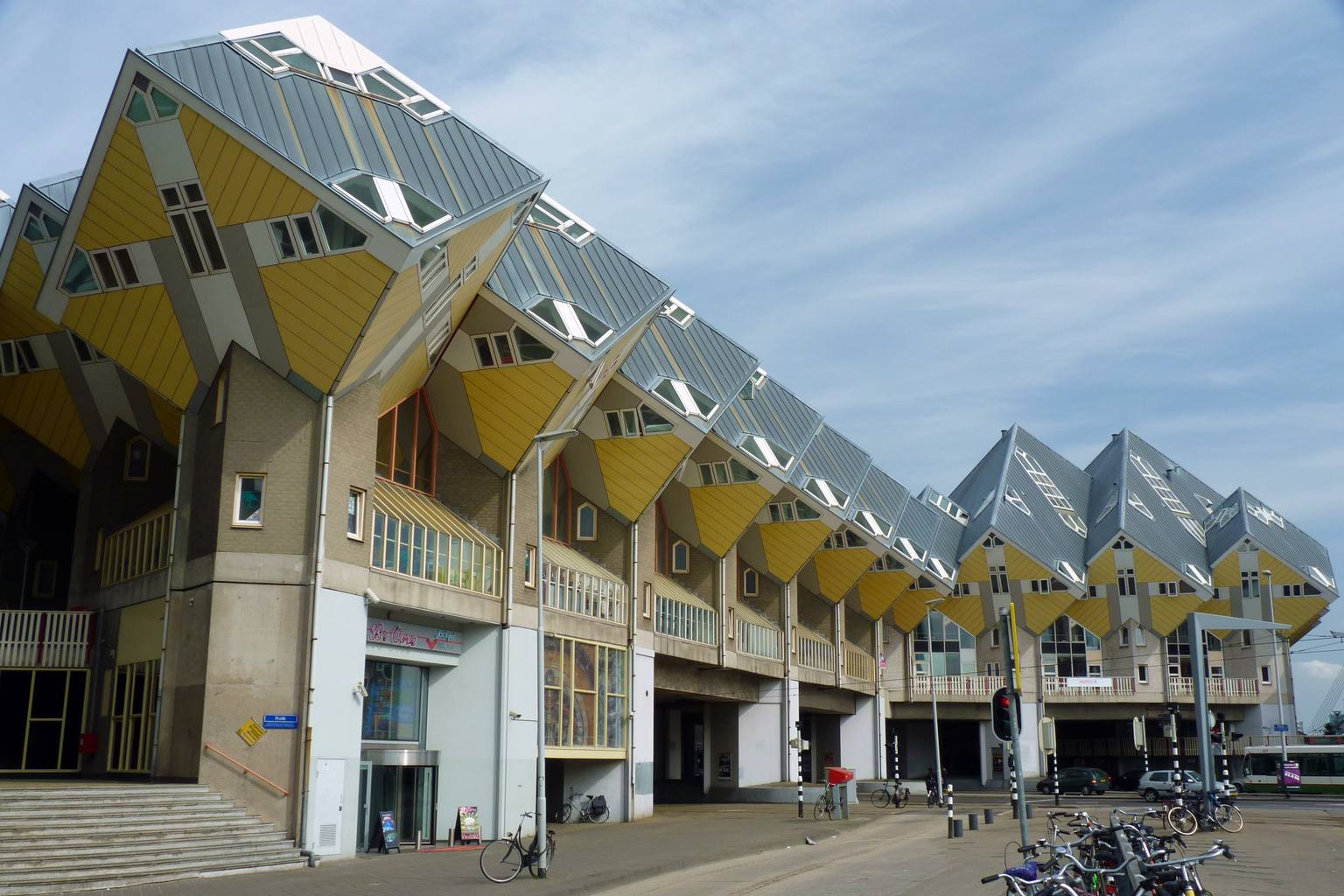
Les maisons cubiques de Rotterdam, vues de la gare de Rotterdam-Blaak.

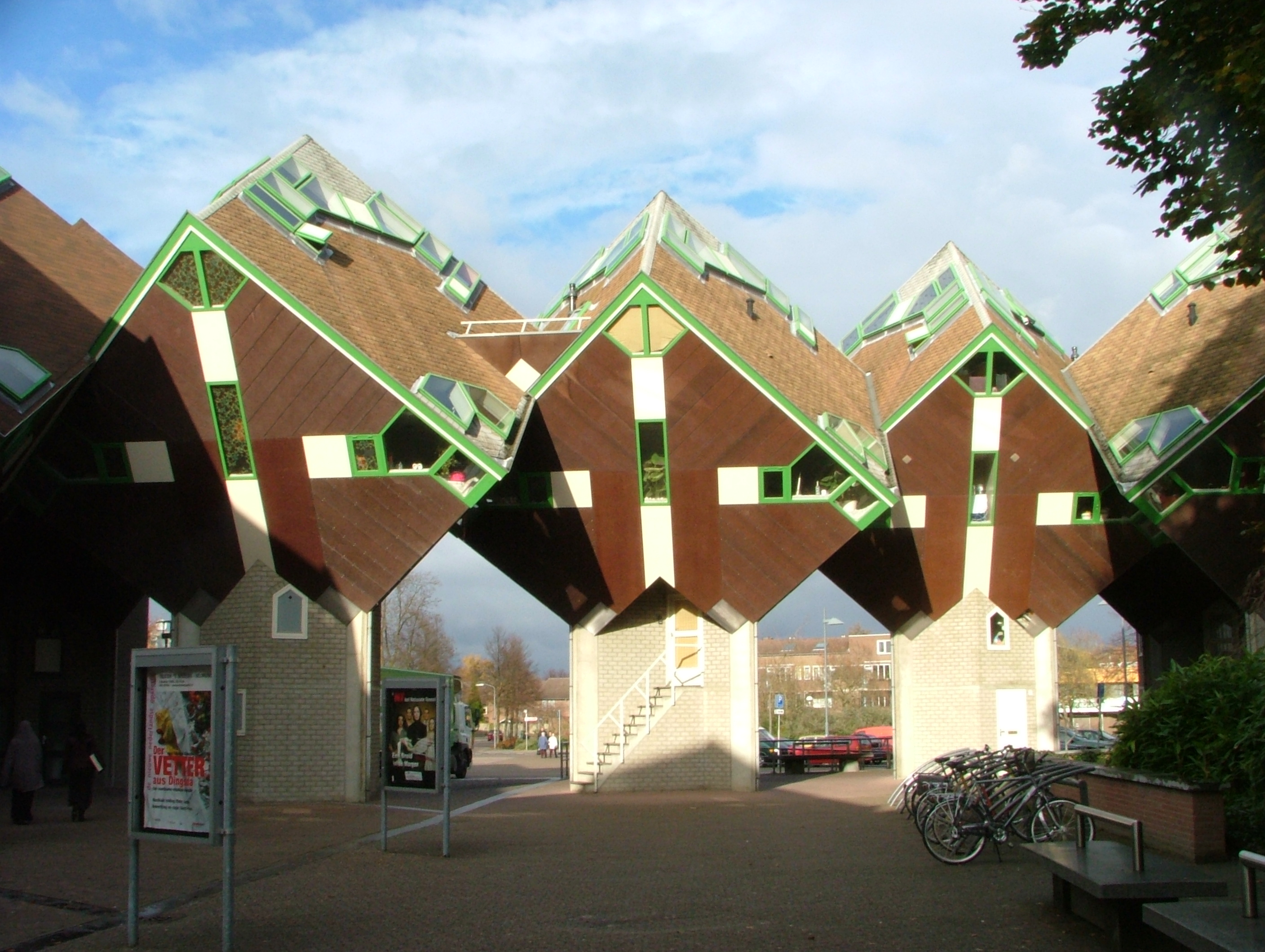
Les maisons cubiques de Helmond.

Des maisons cubiques ou des maisons cubes (du néerlandais : kubuswoningen) sont un ensemble de maisons innovantes en forme de cubes inclinés, construites dans les années 1970 à Rotterdam et à Helmond (Brabant-Septentrional) d'après un plan de l'architecte néerlandais Piet Blom (nl) (1934-1999). 